# Boccadifalco
Boccadifalco (Vuccheifaiccu in siciliano) è il sedicesimo quartiere di Palermo, sito nella zona centro-meridionale della città.
Il quartiere è compreso nella IV Circoscrizione.
Il toponimo (Boccadifalco-Baida) indica anche la ventiquattresima unità di primo livello di Palermo.

## Storia

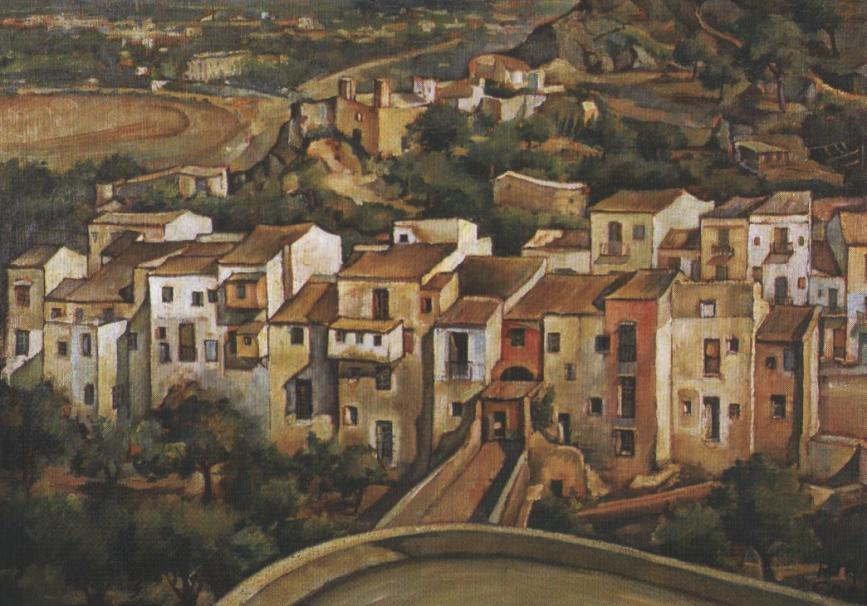
Pina Calì, Boccadifalco (1935)

Il borgo di Boccadifalco è nato attorno alla Riserva Reale realizzata da Francesco I delle Due Sicilie tra il 1799 e il 1810, nella campagna ovest di Palermo. Nello stesso periodo, il padre di Francesco, Ferdinando IV, aveva istituito la Real Tenuta della Favorita nella pianura settentrionale della città, ma a differenza di quest'ultima, la riserva di Boccadifalco era maggiormente indirizzata verso la sperimentazione di nuove tecnologie e tecniche agricole, zootecniche e botaniche. 
Nelle vicinanze nacquero ben presto abitazioni e attività commerciali per i lavoratori del parco, che tuttavia andò incontro ad un periodo di declino quando i regnanti si trasferirono nuovamente a Napoli. 
Negli anni trenta l'area fu scelta per la costruzione dell'Aeroporto di Palermo-Boccadifalco, questo stravolse completamente la conformazione e l'economia della zona, l'aeroporto divenne in breve tempo il terzo aeroporto nazionale per traffico passeggeri. Nel 1960 il traffico passeggeri venne spostato presso il nuovo Aeroporto di Palermo-Punta Raisi e quello di Boccadifalco trasformato in aeroporto militare.

## Luoghi d'interesse

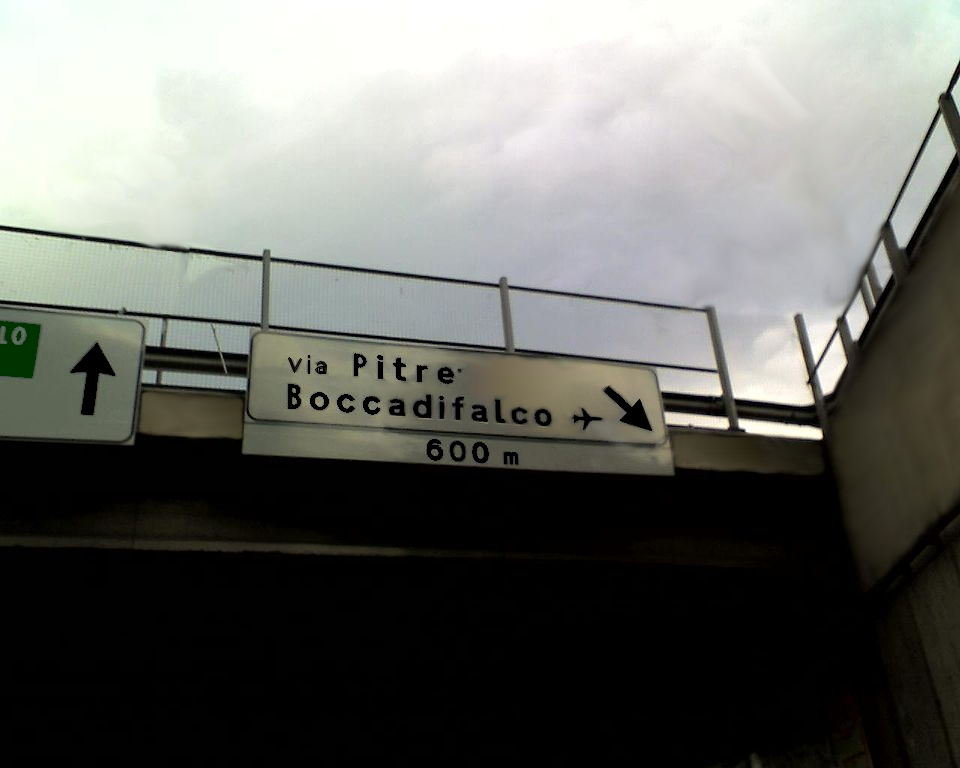
Palermo, uscita per Boccadifalco

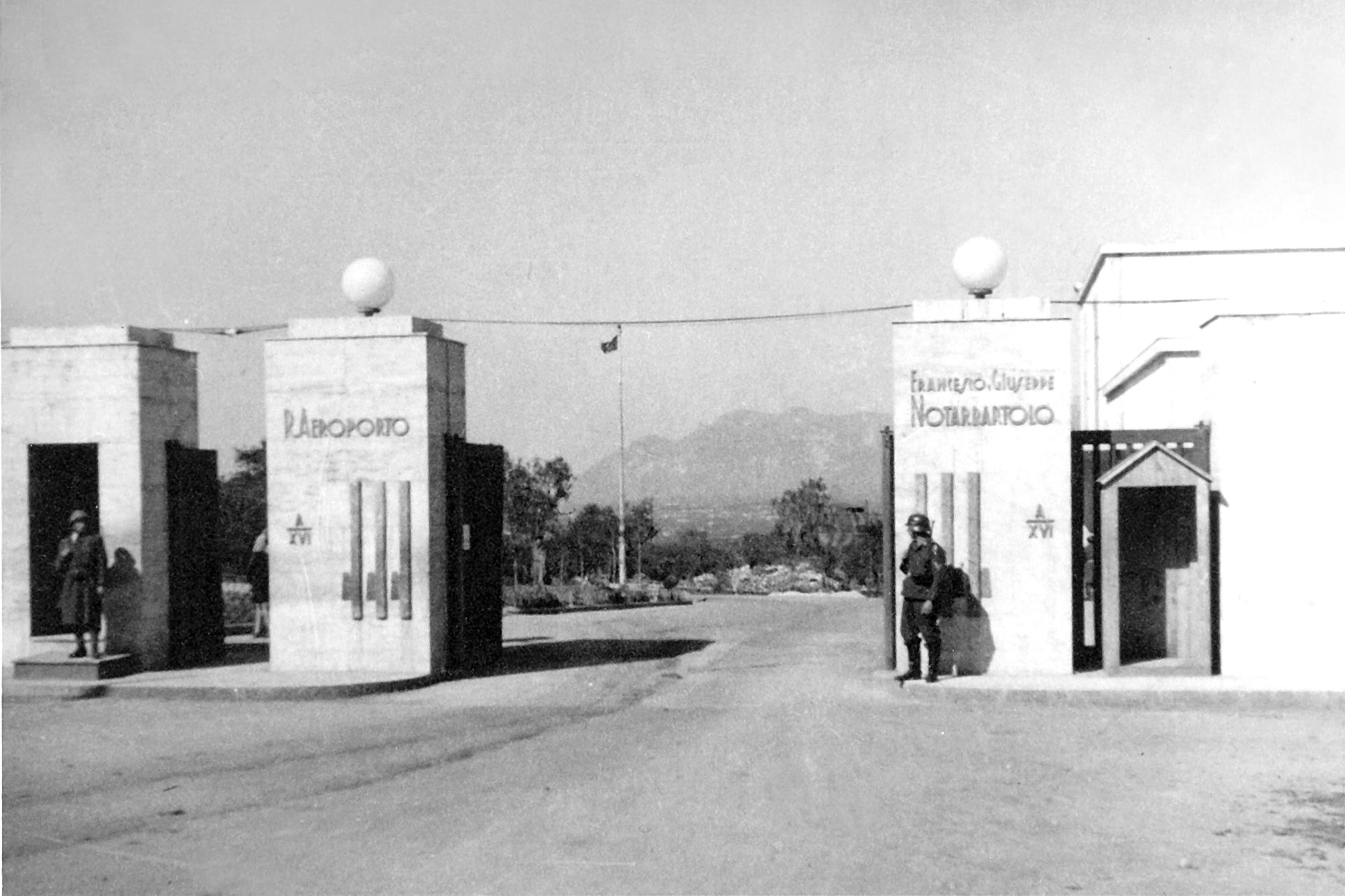
Ingresso dell'aeroporto di Boccadifalco durante la seconda guerra mondiale (1940-1943)

Il quartiere è noto per la presenza dell'omonimo storico Aeroporto civile e per il campo Tenente Onorato, area sportiva attrezzata militare nella quale si allenava la squadra di calcio cittadina, il Palermo, prima di passare nel suo nuovo centro sportivo a Torretta.
L'AMAT vi fornisce il suo servizio tramite le linee 307, 327 e la linea notturna N4.
Tra i monumenti è pregevole il convento di Baida, risalente al 1388, costruito per volontà di Manfredi III Chiaramonte e successivamente donato all'Ordine cistercense e i due ponti ferroviari (uno presente in via Boccadifalco ed un altro in via Torrente d'Inverno), di stile fascista, costruiti negli anni trenta per la mai completata Ferrovia Palermo-Salaparuta che attraversa il centro della borgata.
Vi si trova anche La Casa del Sole "Ignazio e Manfredi Lanza di Trabia", costruita come sanatorio antitubercolare per bambini intorno al 1919 e inaugurata ufficialmente il 19 agosto 1937. Oggi è un presidio ospedaliero dell'ASP di Palermo.